# Endodesmia
Endodesmia calophylloides – gatunek będący jedynym przedstawicielem rodzaju Endodesmia, drzew okrytonasiennych z rodziny gumiakowatych. Roślina występuje w Afryce środkowo-zachodniej, między innymi na obszarze Gabonu i Kamerunu. Drzewo osiąga wysokość 15-35 m.